# 学校法人明星学園 (埼玉県)
学校法人明星学園（がっこうほうじんみょうじょうがくえん）とは、埼玉県さいたま市に本部を置く日本の学校法人。

## 沿革
- 1964年（昭和39年）- 高橋浅吉が蕨市中央に明星幼稚園を設立[1]
- 1977年（昭和52年）- 高橋康造が理事長に就任
- 1978年（昭和53年）- 浦和市代山に浦和学院高等学校を開校
- 1987年（昭和62年）- 浦和市田島に浦和学院情報専修学校（高等課程）を開校
- 1990年（平成2年）- 浦和学院情報専修学校を浦和学院情報経理専門学校に改称。専門課程を新設
- 1991年（平成3年）- 浦和学院情報経理専門学校を浦和学院専門学校に改称
- 1993年（平成5年）- 浦和学院専門学校の専門課程に看護学科を新設
- 2003年（平成15年）- 浦和学院専門学校高等課程の募集停止
- 2008年（平成20年）- 小沢友紀雄校長が理事長に就任
- 2017年（平成29年）- 仙波邦博副理事長が理事長に就任
- 2020年（令和2年）- 8月26日、病気療養中だった仙波邦博理事長が逝去。神成裕会長理事が理事長に就任
- 2022年（令和4年）- 4月、学校法人恵済学園を吸収合併し、関東福祉専門学校の設置者法人となる。同法人傘下の東武医療技術専門学校を浦和学院専門学校と統合、臨床検査学科を新設し、国際医療専門学校へ校名変更[2]。
- 2024年（令和6年）- 浦和学院中学校（仮称）を2026年4月開校予定として建設開始[3]
- 2025年（令和7年）- 学校法人本部事務局をさいたま市大宮区桜木町（JR大宮駅西口から徒歩3分）に移転[4]

## 設置校・関連機関

### 専門学校
- 国際医療専門学校 - 看護学科、臨床検査学科
- 関東福祉専門学校 - 介護福祉科

### 高等学校
- 浦和学院高等学校 - 普通科

### 幼稚園
- 明星幼稚園

### 系列校
- 志学会高等学校 - 通信制高等学校

## 歴代理事長
| 代    | 氏名       | 就任時期   | 略歴 |
| ----- | ---------- | ---------- | --- |
| 初代  | 高橋浅吉   | 1964年     | 幼稚園設立者 |
| 第2代 | 高橋康造   | 1977年12月 | 高校・専門学校設立者。元蕨市市議会議員                                                                                                   |
| 第3代 | 関根隆光   | 1998年11月 | 駒澤大学仏教学部卒 |
| 第4代 | 黒岩幸雄   | 1998年12月 | 薬学博士。長崎大学医学部～九州大学大学院修了。昭和大学薬学部名誉教授                                                                     |
| 第5代 | 内藤英夫   | 2002年4月  | 薬学博士。東京教育大学（現筑波大学）理学部卒。                                                                                           |
| 第6代 | 小沢友紀雄 | 2008年4月  | 医師、医学博士。日本大学医学部卒。元日本大学医学部教授                                                                                   |
| 第7代 | 仙波邦博   | 2017年4月  | 医師、医学博士。日本大学医学部卒。仙波内科医院院長                                                                                       |
| 第8代 | 神成裕     | 2020年10月 | 実業家。介護事業大手「ユニマット リタイアメント・コミュニティ」の前身 有限会社埼玉臨床検査研究所（のちにメデカジャパンに商号変更）創業者 |